# 三菱UFJ eスマート証券
三菱UFJ eスマート証券株式会社（みつびしユーエフジェイ イースマートしょうけん、英: Mitsubishi UFJ eSmart Securities Co., Ltd.）は、三菱UFJフィナンシャル・グループ（MUFG）のインターネット専業の証券会社。

## 概要
1999年4月に伊藤忠商事やマイクロソフト他の出資で設立された日本オンライン証券と、同年11月に旧三和銀行系列のオンライン証券会社として設立されたイー・ウイング証券の両社を源流に持つ。
2001年には両社の合併により、インターネット専業の証券会社「カブドットコム証券」として誕生した。
2006年1月1日、三菱東京フィナンシャル・グループ（現：三菱UFJフィナンシャル・グループ）系のMeネット証券と合併した。株式の上場維持の関係などから他の三菱・UFJ統合事例と異なり、UFJ系列のカブドットコム証券が存続会社となった。
2019年8月、KDDIの完全子会社であるauフィナンシャルホールディングスが株式公開買付け（TOB）により議決権ベースでカブドットコム証券の株式37.96%を取得。上場廃止により、株主は三菱UFJ証券ホールディングス、auフィナンシャルホールディングスの2社のみとなった。また、同年12月にはauカブコム証券に社名を変更した。
2025年1月31日、三菱UFJ銀行がauカブコム証券の全株式を取得したことにより、同銀行の完全子会社となる。これに伴い、同年2月1日付で三菱UFJ eスマート証券へと社名を変更した。
以上の経緯から、三菱グループおよび三和グループに属しており、みどり会に加盟している。

## 沿革
- 1999年（平成11年）
  - 4月 - 日本オンライン証券株式会社設立。
  - 11月 - イー・サンワ証券株式会社設立。
  - 12月 - イー・サンワ証券の商号をイー・ウイング証券株式会社に変更。
- 2000年（平成12年）6月 - 日本オンライン証券が、日本国内初となる「逆指値注文」を開始。
- 2001年（平成13年）4月 - イー・ウイング証券が日本オンライン証券を合併し、商号をカブドットコム証券株式会社に変更。
- 2005年（平成17年）3月17日 - 東証一部上場[広報 2]。
- 2006年（平成18年）
  - 1月1日 - Meネット証券株式会社を合併。
  - 9月15日 - 日本国内初のオークション方式による夜間取引市場を開始。
  - 10月25日 - 三菱東京UFJ銀行と提携し、銀行代理店業務に参入することを発表[広報 3]。
  - 12月28日 - 三菱東京UFJ銀行を所属銀行とした銀行代理店業務への参入が関東財務局から許可される。
- 2007年（平成19年）
  - 3月5日 - 三菱東京UFJ銀行による株式公開買い付け（TOB）を実施。
  - 3月6日 - 伊藤忠商事が保有する株式を売却し、持分法適用会社より外れる（三菱UFJのTOBに参加せず、市場にて売却）。
  - 6月28日 - 三菱UFJフィナンシャル・グループの出資率が40%強まで引き上げられ、連結子会社化[広報 4]。
- 2009年（平成21年）
  - 5月7日 - 本社を経団連会館へ移転。
  - 6月26日 - 同社社員が起こしたインサイダー取引事件に関し、金融庁から同社元社員に対して課徴金納付命令が発出[広報 5]。
  - 7月17日 - 同事件に関する調査報告書を発表（後述）。
- 2011年（平成23年）10月31日 - 日本国内初のオークション方式による夜間取引市場の業務終了。
- 2012年（平成24年） - 店頭FX取引の「シストレFX」をサービス開始。
- 2014年（平成26年）11月4日 - 新発注基盤システムRAIDEN（ライデン）のフル稼動開始[広報 6]。
- 2015年（平成27年）
  - 4月1日 - 資本異動により、三菱東京UFJ銀行から三菱UFJ証券ホールディングスの子会社となる[広報 7][7]。
  - 5月26日 - 取引システムの管理が不十分だったなどとして金融庁から業務改善命令の発動を受ける[8][9]。
- 2017年（平成29年）
  - 4月19日 - 日本証券業協会から価格操作などの不正取引を防止のための審査態勢が不十分として、過怠金1000万円と改善策を書面で報告するよう求める勧告を受ける[10]。
- 2019年（令和元年）
  - 6月20日 - KDDIの完全子会社であるLDF合同会社（2019年4月1日に同社はauフィナンシャルホールディングス株式会社と社名変更）が株式公開買付け（TOB）により議決権所有割合ベースで37.96%の株式を取得。TOB後は、社名をauカブコム証券と変更予定[11][12][広報 8][広報 9]。
  - 8月29日 - 東京証券取引所第一部上場廃止[13]。
  - 12月1日 - 商号をauカブコム証券株式会社に変更[14]。
- 2021年（令和3年）
  - 3月12日 - 「シストレFX」が「auカブコム FX」にブランドリニューアルし、外国為替証拠金取引（FX取引）のサービスが拡充。新たにパソコン版の取引ツール「auカブコム FX ナビ」の提供や、新たな通貨ペア「メキシコペソ/円」の取扱い、「相場急変プッシュ通知」の提供を開始。
  - 11月30日 - auカブコム FXでスマホ向けの「FXデモ取引」のサービスを開始。
- 2022年（令和4年）12月 - 本社を霞が関ビルに移転。
- 2025年（令和7年）
  - 1月31日 - 三菱UFJ銀行の100%子会社となる（上記）。
  - 2月1日 - 三菱UFJ eスマート証券株式会社に商号変更（上記）。

## 三菱UFJ eスマート証券 FX
- 三菱UFJ eスマート証券 FXで取り扱っている通貨は19通貨ペアである。

　円通貨ペア
　米ドル / 円、ユーロ / 円、英ポンド / 円、豪ドル / 円、スイスフラン / 円、カナダドル / 円、NZドル / 円、
　南アフリカランド / 円、トルコリラ / 円、メキシコペソ / 円、 中国人民元 / 円
　外貨通貨ペア
　ユーロ/米ドル、英ポンド/米ドル、豪ドル/米ドル、NZドル / 米ドル、ユーロ / 英ポンド、ユーロ / 豪ドル、
　英ポンド / 豪ドル、豪ドル / NZドル
- 三菱UFJ eスマート証券 FXは、FX取引の利用者の評価証拠金額の状況の確認を随時行っており、これを「証拠金の値洗い」という。この「証拠金の値洗い」の結果、利用者の証拠金維持率が100%を下回った場合は、三菱UFJ eスマート証券 FXは利用者の「全ての注文中となっている未約定の新規注文」を取り消すことにしている。
- 必要証拠金維持率が100%未満になると追証となる。追証の判定は毎営業日の取引時間終了後に判定し、差し入れ期限は同日午後3時となっている。利用者が追加証拠金を差し入れるとリアルタイムで追証が解消する。しかし、利用者がその期限までに追加証拠金を差し入れない場合は、三菱UFJ eスマート証券 FXは利用者のその全建玉を強制決済（ロスカット）する。
- ロスカットは一定間隔（1秒）ごとの判定で、全建玉を強制決済する
- スマホ向けにFXデモ取引のサービスも用意している。

## インサイダー取引事件
三菱UFJフィナンシャル・グループが、2007年3月と11月の2度に渡り、カブドットコム証券へのTOBを発表する直前に、情報を記載したファイルがサーバにパスワードなしで公開されていたことや、齋藤正勝社長が全社員向け電子メールで情報を流したことが誘因となって、社員が自社の株式を買い付けるインサイダー取引を行っていたことが判明している。
この事件を調査していた同社の外部調査委員会は2009年7月17日に調査結果を発表し、本来秘密にすべき情報も、電子メールを使って配信するという情報取扱上の過失を指摘すると共に、社内の「過度のメール文化」、齋藤社長のワンマン経営ぶり、及び部下を信じないという「経営者としての資質」に関しても、非難する結果を発表した。
なお、齋藤社長に関して報告書は、社員へのアンケートに於いて「社長個人の気質として、苛立つと手が付けられず、『病院行くまでやれ』『死んでもらう』『イヤならさっさと辞めろ』などの発言は、日常茶飯事的にあり、何か失敗をすると、簡単に社内処分が下される」「このアンケートに真面目に答える（真実・感じたことを忌憚なく伝える）こと自体が、恐怖であると強く感じることを付け加えさせて頂く」という、かなり突っ込んだ内容であり、これに対して、再発防止策として
1. 社長の意識改革
2. ガバナンス体制等の再構築
3. 業務執行の体制整備
4. 情報管理態勢の再構築
5. 社内研修の徹底
6. 人事システムの見直し

の6項目を勧告した。

## スポンサー
- 『あさカブ』 - 2009年2月2日から2009年12月30日まで放送していたテレビ東京系株式経済のミニ番組

#### 広報資料・プレスリリースなど一次資料
1. ↑  “組織図・経営体制図”.   auカブコム証券株式会社. 2021年10月22日閲覧。
2. ↑  “当社株券の東京証券取引所所属部は市場第一部に決定”.   カブドットコム証券株式会社. 2005年3月8日閲覧。
3. ↑  “カブドットコム証券の銀行代理業への参入について”.   カブドットコム証券株式会社. 2006年10月25日閲覧。
4. ↑  “親会社等に関する事項について”.   カブドットコム証券株式会社. 2007年6月28日閲覧。
5. 1 2 3  調査報告書 (PDF)  カブドットコム証券株式会社特別調査委員会　平成21年7月17日[リンク切れ]
6. ↑  “新発注基盤システムRAIDEN™の稼動開始”. 2014年11月7日閲覧。
7. ↑  “カブドットコム証券株式会社の資本異動について”.   カブドットコム証券 (2015年2月25日). 2025年4月13日閲覧。
8. ↑  “カブドットコム証券・じぶん銀行の資本異動について”.   KDDI株式会社. 2019年2月12日閲覧。
9. ↑  “KDDIによる当社株券等に対する公開買付けの結果並びに主要株主及びその他の関係会社の異動に関するお知らせ”.   カブドットコム証券株式会社. 2019年7月9日閲覧。